# Aquadro
Aquadro è un film del 2013 diretto da Stefano Lodovichi e interpretato da Lorenzo Colombi, Maria Vittoria Barrella e Ilaria Giachi.

## Trama
Amanda e Alberto sono due studenti sedicenni di un liceo artistico di Bolzano. Durante una gita i due iniziano a fare coppia: alimentata da videochiamate e messaggini, la loro storia d'amore riempie di calore e nuove emozioni una quotidianità fatta di lezioni e allenamenti di hockey. Dietro un'apparente normalità Alberto però nasconde una passione per il mondo del porno amatoriale su web, un mondo fatto di chat erotiche, video e discussioni su forum. Quando Amanda lo scopre per non perderlo comincia a lasciarsi filmare in situazioni sempre più intime, fino a farsi riprendere mentre fanno l'amore per la prima volta. Quel video, che dovrebbe rimanere il loro segreto, finisce invece su internet e diventa pubblico. La loro intimità è così violata e sporcata dallo sguardo di tutti e si innesca una reazione a catena che mette a dura prova il loro amore.

## Produzione
Il film è stato girato interamente in Alto Adige, a Bolzano e dintorni.

## Distribuzione
Il film non venne distribuito nelle sale cinematografiche ma è stato presentato nel giugno del 2013 sul sito Rai Cinema Channel e più avanti venne pubblicato in DVD. Il film viene presentato all'Ariano International Film Festival.